# ألفورد ولش
ألفورد ت. ولش أستاذ دراسات الأديان في جامعة ولاية ميتشجان. حصل ولش على درجة الدكتوراه في الدراسات العربية والإسلامية من جامعة إدنبرغ عام 1970. وحصل كذلك على درجة الماجستير في لغة الكتاب المقدس، وأدب والتاريخ الشرق الأدنى من الكلية اللاهوتية المعمدانية الجنوبية. تشمل أبحاص ولش مجالات الأديان والتاريخ، والدراسات العربية والإسلامية.